# マネー・アンド・シガレッツ
『マネー・アンド・シガレッツ』(英語: Money and Cigarettes)は、1983年に発表されたエリック・クラプトンのアルバム。

## 解説
アルバート・リー以外のバック・メンバーを総入れ替えして制作され、ライ・クーダーがゲスト参加。
アルバート・キングの演奏で有名な「クロスカット・ソー」等をカバー。自作曲の「ザ・シェープ・ユーアー・イン」は、当時の妻パティのアルコール使用障害を非難した歌詞だが、その一方でパティに捧げたラヴ・ソング「プリティ・ガール」「マン・イン・ラヴ」もある。

## 収録曲
特記なき楽曲はエリック・クラプトン作。
1. メイク・ア・チェンジ - Everybody Oughta Make A Change (Sleepy John Estes)
2. ザ・シェープ・ユーアー・イン - The Shape You're In
3. エイント・ゴーイング・ダウン - Ain't Going Down
4. ロックン・ロール・ハート - I've Got A Rock 'N' Roll Heart (Steve Diamond, Troy Seals, Tony Seals, Eddie Setzer)
5. マン・オーヴァーボード - Man Overboard
6. プリティ・ガール - Pretty Girl
7. マン・イン・ラヴ - Man In Love
8. クロスカット・ソー - Crosscut Saw (R.G. Ford)
9. スロー・ダウン・リンダ - Slow Down Linda
10. クレイジー・カントリー・ホップ - Crazy Country Hop (Johnny Otis)

## レコーディング・メンバー
- エリック・クラプトン - ギター、ボーカル
- ライ・クーダー - スライドギター
- アルバート・リー - ギター、キーボード、ボーカル
- ドナルド・ダック・ダン - ベース
- ロジャー・ホーキンス - ドラム
- ジョン・サンバラート、チャック・カークパトリック - ボーカル